# Castelnau-Chalosse
Castelnau-Chalosse is een gemeente in het Franse departement Landes (regio Nouvelle-Aquitaine) en telt 435 inwoners (1999). De plaats maakt deel uit van het arrondissement Dax.

## Geografie
De oppervlakte van Castelnau-Chalosse bedraagt 10,7 km², de bevolkingsdichtheid is 40,7 inwoners per km².
De onderstaande kaart toont de ligging van Castelnau-Chalosse met de belangrijkste infrastructuur en aangrenzende gemeenten.

## Demografie
Onderstaande figuur toont het verloop van het inwonertal (bron: INSEE-tellingen).